# Merishausen
Merishausen és un municipi del cantó de Schaffhausen (Suïssa).